# Sertularella fusoides
Sertularella fusoides är en nässeldjursart som beskrevs av Eberhard Stechow 1926. Sertularella fusoides ingår i släktet Sertularella och familjen Sertulariidae. Inga underarter finns listade i Catalogue of Life.